# Liste der Stolpersteine in Oestrich-Winkel
Die Liste der Stolpersteine in Oestrich-Winkel enthält alle Stolpersteine, die im Rahmen des gleichnamigen Kunst-Projekts von Gunter Demnig in Oestrich-Winkel verlegt und gefunden wurden. Mit ihnen soll an Opfer des Nationalsozialismus erinnert werden, die in Oestrich-Winkel lebten und wirkten.

## Verlegte Stolpersteine
| Adresse, Lage                                        | Name                         | Inschrift | Verlegedatum  | Bild | Anmerkungen |
| ---------------------------------------------------- | ---------------------------- | --- | ------------- | ---- | ----------- |
| Winkel, Hauptstraße 69 (Standort)                    | Fanny Franziska Falkenberg   | HIER WOHNTE FANNY FRANZISKA FALKENBERG GEB. LEVITTA JG. 1869 DEPORTIERT 1942 THERESIENSTADT ERMORDET 24.10.1942                                                          | 28. Aug. 2013 |      |             |
| Winkel, Hauptstraße 69 (Standort)                    | Hermann Reinberg             | HIER WOHNTE HERMANN REINBERG JG. 1905 FLUCHT 1939 ARGENTINIEN ÜBERLEBT                                                                                                   | 28. Aug. 2013 |      |             |
| Winkel, Hauptstraße 69 (Standort)                    | Frieda Reinberg              | HIER WOHNTE FRIEDA REINBERG GEB. FALKENBERG JG. 1911 FLUCHT 1939 ARGENTINIEN ÜBERLEBT                                                                                    | 28. Aug. 2013 |      |             |
| Winkel, Hauptstraße 69 (Standort)                    | Karl Falkenberg              | HIER WOHNTE KARL FALKENBERG JG. 1909 FLUCHT 1939 ENGLAND ÜBERLEBT | 28. Aug. 2013 |      |             |
| Winkel, Hauptstraße 69 (Standort)                    | Johanna Falkenberg           | HIER WOHNTE JOHANNA FALKENBERG GEB. ROHRHEIMER JG. 1897 FLUCHT 1939 ENGLAND ÜBERLEBT                                                                                     | 28. Aug. 2013 |      |             |
| Winkel, Hauptstraße 69 (Standort)                    | Rosel Schloss                | HIER WOHNTE ROSEL SCHLOSS JG. 1917 DEPORTIERT 1941 LODZ / LITZMANNSTADT ERMORDET 1942                                                                                    | 28. Aug. 2013 |      |             |
| Winkel, Hauptstraße 69 (Standort)                    | Arthur Lothar Schloss        | HIER WOHNTE ARTHUR LOTHAR SCHLOSS JG. 1938 DEPORTIERT 1941 LODZ / LITZMANNSTADT ERMORDET 19.10.1942                                                                      | 28. Aug. 2013 |      |             |
| Winkel, Hauptstraße 55 (Standort)                    | Anneliese Geisse             | HIER WOHNTE ANNELIESE GEISSE GEB. CANTOR JG. 1902 DEPORTIERT 1943 AUSCHWITZ ERMORDET 5.9.1943                                                                            | 28. Aug. 2013 |      |             |
| Winkel, Hauptstraße 55 (Standort)                    | Reinhard Geisse              | HIER WOHNTE REINHARD GEISSE JG. 1931 UNFREIWILLIG VERZOGEN HEIDELBERG MIT HILFE ÜBERLEBT                                                                                 | 28. Aug. 2013 |      |             |
| Winkel, Hauptstraße 55 (Standort)                    | Wolfgang Geisse              | HIER WOHNTE WOLFGANG GEISSE JG. 1933 UNFREIWILLIG VERZOGEN HEIDELBERG MIT HILFE ÜBERLEBT                                                                                 | 28. Aug. 2013 |      |             |
| Winkel, Hauptstraße 76 (Standort)                    | Emil Hallgarten              | HIER WOHNTE EMIL HALLGARTEN JG. 1868 UNFREIWILLIG VERZOGEN 1939 WIESBADEN GEDEMÜTIGT / ENTRECHTET FLUCHT IN DEN TOD 15.7.1942                                            | 28. Aug. 2013 |      |             |
| Winkel, Hauptstraße 76 (Standort)                    | Sophie Hallgarten            | HIER WOHNTE SOPHIE HALLGARTEN GEB. NASSAUER JG. 1870 DEPORTIERT 1942 TREBLINKA ERMORDET 29.9.1942                                                                        | 28. Aug. 2013 |      |             |
| Winkel, Hauptstraße 76 (Standort)                    | Karl Hallgarten              | HIER WOHNTE KARL HALLGARTEN JG. 1900 VERHAFTET 1940 BUCHENWALD DEPORTIERT 1942 AUSCHWITZ ERMORDET 20.11.1942                                                             | 28. Aug. 2013 |      |             |
| Winkel, Hauptstraße 76 (Standort)                    | Walter Hallgarten            | HIER WOHNTE WALTER HALLGARTEN JG. 1907 FLUCHT 1939 SHANGHAI 1942 USA ÜBERLEBT                                                                                            | 28. Aug. 2013 |      |             |
| Winkel, Hauptstraße 76 (Standort)                    | Dorothea Hallgarten          | HIER WOHNTE DOROTHEA HALLGARTEN GEB. MENCHAU JG. 1908 FLUCHT 1939 SHANGHAI 1942 USA ÜBERLEBT                                                                             | 28. Aug. 2013 |      |             |
| Mittelheim, Rheingaustraße 129 (Standort)            | Siegfried „Fritz“ Hallgarten | HIER WOHNTE SIEGFRIED ‘FRITZ’ HALLGARTEN JG. 1902 FLUCHT 1933 ENGLAND ÜBERLEBT                                                                                           | 28. Aug. 2013 |      |             |
| Mittelheim, Rheingaustraße 129 (Standort)            | Frieda Hallgarten            | HIER WOHNTE FRIEDA HALLGARTEN GEB. HEYUM JG. 1877 FLUCHT 1939 ENGLAND ÜBERLEBT                                                                                           | 28. Aug. 2013 |      |             |
| Mittelheim, Rheingaustraße 129 (Standort)            | Otto Hallgarten              | HIER WOHNTE OTTO HALLGARTEN JG. 1906 FLUCHT 1939 ENGLAND ÜBERLEBT | 28. Aug. 2013 |      |             |
| Mittelheim, Rheingaustraße 129 (Standort)            | Arthur Hallgarten            | HIER WOHNTE ARTHUR HALLGARTEN JG. 1871 FLUCHT 1939 ENGLAND ÜBERLEBT | 28. Aug. 2013 |      |             |
| Oestrich, Brandpfad 12 (Standort)                    | Ernst Rosenthal              | HIER WOHNTE ERNST ROSENTHAL JG. 1889 FLUCHT 1933 HOLLAND INTERNIERT WESTERBORK DEPORTIERT 1942 AUSCHWITZ ERMORDET 17.9.1943                                              | 12. Mai 2014  |      |             |
| Oestrich, Brandpfad 13 (Standort)                    | Leopold Strauss              | HIER WOHNTE LEOPOLD STRAUSS JG. 1882 DEPORTIERT 1941 MINSK ERMORDET | 12. Mai 2014  |      |             |
| Oestrich, Brandpfad 13 (Standort)                    | Irma Strauss                 | HIER WOHNTE IRMA STRAUSS JG. 1911 FLUCHT 1937 PALÄSTINA | 12. Mai 2014  |      |             |
| Oestrich, Brandpfad 13 (Standort)                    | Minna Strauss                | HIER WOHNTE MINNA STRAUSS GEB. MARX JG. 1884 DEPORTIERT 1941 MINSK ERMORDET                                                                                              | 12. Mai 2014  |      |             |
| Oestrich, Brandpfad 13 (Standort)                    | Else Frank                   | HIER WOHNTE ELSE FRANK GEB. STRAUSS JG. 1912 FLUCHT 1933 SCHWEIZ 1937 PALÄSTINA                                                                                          | 12. Mai 2014  |      |             |
| Oestrich, Hallgartener Straße 1 (Standort)           | Max Strauss                  | HIER WOHNTE MAX STRAUSS JG. 1895 DEPORTIERT 1942 THERESIENSTADT 1943 AUSCHWITZ ERMORDET                                                                                  | 12. Mai 2014  |      |             |
| Oestrich, Hallgartener Straße 1 (Standort)           | Else Strauss                 | HIER WOHNTE ELSE STRAUSS JG. 1897 DEPORTIERT 1942 ERMORDET IN SOBIBOR | 12. Mai 2014  |      |             |
| Oestrich, Hallgartener Straße 2b (Standort)          | Eugen Strauss                | HIER WOHNTE EUGEN STRAUSS JG. 1899 FLUCHT 1937 URUGUAY | 12. Mai 2014  |      |             |
| Oestrich, Hallgartener Straße 2b (Standort)          | Jenny Strauss                | HIER WOHNTE JENNY STRAUSS GEB. STRAUSS JG. 1904 FLUCHT 1937 URUGUAY | 12. Mai 2014  |      |             |
| Oestrich, Hallgartener Straße 2b (Standort)          | Margot Strauss               | HIER WOHNTE MARGOT STRAUSS VERH. FREIMUTH JG. 1930 FLUCHT 1937 URUGUAY                                                                                                   | 12. Mai 2014  |      |             |
| Oestrich, Kranenstraße 19 (Standort)                 | Eduard Rosenthal             | HIER WOHNTE EDUARD ROSENTHAL JG. 1869 DEPORTIERT 1942 THERESIENSTADT ERMORDET 25.8.1943                                                                                  | 12. Mai 2014  |      |             |
| Oestrich, Kranenstraße 19 (Standort)                 | Babette Rosenthal            | HIER WOHNTE BABETTE ROSENTHAL GEB. BEERINGER JG. 1874 DEPORTIERT 1942 THERESIENSTADT ERMORDET 31.1.1943                                                                  | 12. Mai 2014  |      |             |
| Oestrich, Kranenstraße 19 (Standort)                 | Fritz Rosenthal              | HIER WOHNTE FRITZ ROSENTHAL JG. 1901 FLUCHT 1938 USA | 12. Mai 2014  |      |             |
| Oestrich, Kranenstraße 19 (Standort)                 | Anny Steeg                   | HIER WOHNTE ANNY STEEG GEB. ROSENTHAL JG. 1908 FLUCHT 1938 USA | 12. Mai 2014  |      |             |
| Oestrich, Römerstraße 14 (Standort)                  | Fanny Strauss                | HIER WOHNTE FANNY STRAUSS GEB. STRAUSS JG. 1877 DEPORTIERT 1942 ERMORDET IN SOBIBOR                                                                                      | 12. Mai 2014  |      |             |
| Oestrich, Römerstraße 14 (Standort)                  | Albert Strauss               | HIER WOHNTE ALBERT STRAUSS JG. 1905 FLUCHT 1939 USA | 12. Mai 2014  |      |             |
| Oestrich, Römerstraße 14 (Standort)                  | Johanna Strauss              | HIER WOHNTE JOHANNA STRAUSS JG. 1907 DEPORTIERT 1942 ERMORDET IN SOBIBOR                                                                                                 | 12. Mai 2014  |      |             |
| Hallgarten, Kirchplatz Mariae Himmelfahrt (Standort) | Adam Leis                    | HAUPTSCHULE HALLGARTEN LERNTE ADAM LEIS JG. 1892 IM WIDERSTAND / KPD VERHAFTET 1941 GESTAPO-HAFT FRANKFURT VOLKSGERICHTSHOF TODESURTEIL JUNI 1942 HINGERICHTET 17.9.1942 | 12. Mai 2014  |      |             |
| Oestrich, Rheingaustraße 26 (Standort)               | Alice Brehm                  | HIER WOHNTE ALICE BREHM GEB. STERN JG. 1892 DEPORTIERT 1944 ERMORDET IN AUSCHWITZ                                                                                        | 14. März 2016 |      |             |
| Oestrich, Kranenstraße 21 (Standort)                 | Betraum jüdische Gemeinde    | HIER BEFAND SICH VON 1933 BIS 1938 DER BETRAUM DER JÜDISCHEN GEMEINDE OESTRICH ZERSTÖRT 1938 VON SA                                                                      | 14. März 2016 |      |             |